# Girls (canción de Rita Ora)
«Girls» es una canción de la cantante británica Rita Ora, junto a la rapera norteamericana Cardi B, la cantante y compositora estadounidense Bebe Rexha y la cantante británica Charli xcx. El sencillo se estrenó el 11 de mayo de 2018 a través de Atlantic Records. Fue escrito por Ora, Klenord Raphael, Ali Tamposi, Rexha, Jonny Coffer, Jordan Thorpe, Belcalis Almanzar, Brian Lee, Watt y Benjamin Diehl.

## Antecedentes y lanzamiento
La colaboración se anunció el 4 de mayo de 2018. "En los últimos años, me he inspirado tanto con todas las mujeres fuertes que he visto, que no tienen el miedo de ser ellas mismas. Para aquellas mujeres que no tienen miedo de gobernar el mundo, este es nuestro himno. Una celebración de amor." comentó Rita sobre la canción.
«Girls» es una canción pop, con sonidos influenciado por el hip hop. Las letras exploran temas de atracción hacia las personas del mismo sexo.
Se lanzó el 11 de mayo de 2018 a través de Atlantic Records. Fue escrito por Ora, Klenord Raphael, Ali Tamposi , Rexha, Jonny Coffer , Jordan Thorpe, Belcalis Almanzar , Brian Lee , Watt y Benjamin Diehl, mientras que la producción estuvo a cargo de Ben Billions, Coffer y Watt.

## Video musical
El video musical de «Girls» se lanzó el 6 de junio de 2018, bajo la dirección de Helmi.

## Presentaciones en vivo
Rita Ora interpretó la canción en vivo por primera vez en el Big Weekend de BBC Radio 1 el 28 de mayo de 2017, con Charli XCX y Raye, un año antes de su lanzamiento como sencillo. Su primera actuación televisada fue en la final de temporada del Next Topmodel de Alemania el 24 de mayo de 2018.

## Lista de ediciones
Descarga digital

| N.º | Título                                             | Duración |  |
| 1.  | «Push Black» (con Cardi B, Bebe Rexha, Charli XCX) | 3:41     |  |

Descarga digital

| N.º | Título                                                                   | Duración |  |
| 1.  | «Push Black» (con Cardi B, Bebe Rexha, Charli XCX (Martin Jensen Remix)) | 3:20     |  |

```
Descarga digital
[
13
]
```

| N.º | Título                                                                | Duración |  |
| 1.  | «Push Black» (con Cardi B, Bebe Rexha, Charli XCX (Steve Aoki Remix)) | 3:45     |  |

## Posicionamiento en listas
| Listas (2019)                                   | Mejor posición |
| ----------------------------------------------- | -------------- |
| Alemania (Official German Charts)               | 69             |
| Australia (ARIA)                                | 52             |
| Austria (Ö3 Austria Top 40)                     | 62             |
| Bélgica (Ultratop Flanders)                     | 33             |
| Bélgica (Ultratop Wallonia)                     | 1              |
| Canadá (Canadian Hot 100)                       | 72             |
| Croacia (HRT)                                   | 24             |
| Escocia (Official Charts Company)               | 15             |
| Eslovaquia (Singles Digitál Top 100)            | 31             |
| España (PROMUSICAE)                             | 42             |
| Estados Unidos (Bubbling Under Hot 100 Singles) | 3              |
| Estados Unidos (Dance Club Songs)               | 6              |
| Estados Unidos (Pop Digital Songs)              | 14             |
| Francia (SNEP)                                  | 138            |
| Grecia (International Digital Singles)          | 33             |
| Hungría Single Top 40                           | 38             |
| Hungría Stream Top 40                           | 37             |
| Irlanda (IRMA)                                  | 26             |
| México (Mexico Inglés Airplay)                  | 42             |
| Nueva Zelanda (RMNZ)                            | 1              |
| Países Bajos (Dutch Top 40)                     | 19             |
| Países Bajos (Single Top 100)                   | 73             |
| Polonia (Polish Airplay Top 100)                | 27             |
| Portugal (AFP)                                  | 72             |
| Reino Unido (UK Singles)                        | 22             |
| República Checa (Singles Digitál Top 100)       | 59             |
| Rumania (Airplay 100)                           | 50             |
| Suecia (Sverigetopplistan)                      | 66             |
| Suiza (Schweizer Hitparade)                     | 54             |

## Certificaciones
| País (organismo certificador) | Certificación | Unidades certificadas |
| ----------------------------- | ------------- | --------------------- |
| Australia (ARIA)              | Oro           | 35 000                |
| Polonia (ZPAV)                | Oro           | 10 000                |
| Reino Unido (BPI)             | Plata         | 200 000               |